# Дискобол (статуя)
«Дискобо́л» (греч. Δισκοβόλος — «Бросающий диск») — одна из наиболее прославленных статуй античности; первая классическая скульптура, изображающая фигуру атлета, готового к сильному движению в соревновании по метанию диска. Оригинал «Дискобола» (ок. 450 г. до н. э.) — статуя из бронзы, считающаяся работой скульптора эпохи ранней классики «строгого стиля» Мирона, — не сохранился. Название «Дискобол» упоминает древнеримский ритор Квинтилиан (II, 13, 8—10). Древнегреческий писатель-сатирик Лукиан в «Любители лжи» называет это произведение «Дискофором» («Несущим диск»), но по описаниям можно судить, что речь идёт об одной и той же скульптуре. У Лукиана имеется подробное описание: «Не говоришь ли ты о метателе диска, который склонился в движении метания, повернул голову, смотря на руку, держащую диск, и слегка согнул одну ногу, как будто готовясь выпрямиться одновременно с брыком?».

## Обнаружение и интерпретации
Сохранилось 15 фрагментов (мраморных торсов, голов, деталей рук и ног), а также изображения на геммах, имеющих отношение к различным репликам прославленного бронзового оригинала. Лучшую римскую реплику обнаружили во время раскопок на Эсквилинском холме в Риме в 1781 году. Только эта реплика сохранила голову. Она получила название «Дискобол Ланчеллотти» (по фамилии первоначального владельца, кардинала Филиппа Ланчеллотти). Во время Второй мировой войны статую вывезли в Берлин, но в 1953 году вернули в Италию. Был осуществлён опыт наиболее достоверной реконструкции этой скульптуры путём совмещения разных деталей, сходных по стилю и характеру пластики. Торс был взят из скульптуры, найденной в Кастель-Порциано, дополнен головой «Дискобола Ланчеллотти», правой рукой из собрания  Каза-Буонарроти во Флоренции и ногами из коллекции Британского музея в Лондоне. Собранный слепок был бронзирован и он считается наиболее достоверным, соответствующим описанию Лукиана. Ныне «Дискобол Ланчеллотти» хранится в Национальном музее Палаццо Массимо алле Терме в Риме и называется «Дискобол Массимо-Ланчеллотти».
Б. Р. Виппер писал, что подлинное значение этой скульптуры Мирона заключается не в том, что скульптор приближается к передаче движения, а в том, что он открыл тайну «пластической концентрации движения. В искусстве Мирона ещё очень сильны пережитки архаизма… Торс остаётся почти неподвижным». Поэтому пластическую концепцию Мирона можно назвать «планиметрической». Статуя Дискобола «имеет совершенно плоскостной, рельефный характер; все главные элементы движения собраны на передней плоскости — статуя рассчитана на рассмотрение только с одной точки зрения, спереди… Профиль совершенно лишён самостоятельного значения, так как не имеет никакой глубины». Голову Дискобола Мирон также даёт «в сильном сокращении… и с неровной трактовкой половины лица: левая половина — плоская и широкая; правая — компактная с полными, выпуклыми формами. Благодаря этому приёму так называемой эвритмии голова, предназначенная для рассмотрения в повороте, приобретает особенно интенсивную пластическую жизнь». Принцип рельефа, характерный для архаической скульптуры, проявляется и в мелких деталях: волосы трактованы орнаментально, лицо неподвижно, в анатомии торса не выявлено напряжение, которое должно быть в момент перед бросанием диска.

## Наиболее известные римские реплики статуи
- Голова статуи, найденная на Эсквилинском холме в Риме в 1781 году. Дополненная другими частями хранится в Национальном музее Палаццо Массимо алле Терме в Риме;
- Фрагменты, обнаруженные в Кастель-Порциано в 1906 году (утрачены голова, рука и части голеней), ныне хранятся в Национальном музее Палаццо Массимо алле Терме в Риме;
- Древнеримская реплика статуи в Глиптотеке в Мюнхене;
- Полная мраморная реконструкция II в. н. э. из Коллекции Таунли в Британском музее в Лондоне;
- Небольшая бронзовая статуэтка в Мюнхене, Античное собрание;
- Дискобол Навкида из Сикиона, первая половина IV в. до н. э. Ватикан;
- Дискобол Людовизи работы Пифагора из Регий (480—440 гг. до н. э.). Рим, Палаццо Альтемпс;
- Другие фрагменты хранятся в Ватиканском, Британском музеях, Каза-Буонарроти во Флоренции, музеях Берлина и Базеля.

## В культуре
Влияние:
- Иван Шадр, «Булыжник — оружие пролетариата»[5].
- М. Манизер, скульптура «Дискобол»[6].
- «Дискобол» — рабочее название советского запрещённого фильма 1936 года «Строгий юноша».